# ルガルバンダ
ルガルバンダ（シュメール語: 𒈗LUGAL.BANDA3 - Lugalbanda）は古代メソポタミア、ウルク第1王朝の伝説的な王。夢解きと知恵の女神ニンスンを妻とし、多くの説話においてこの夫妻はギルガメシュの親であると語られている。

## 概要
名前の最初にある「ルガル」は「王」を指し、「ルガル-バンダ」と読むことで「小さな王」を意味する。
父エンメルカルを継ぎ、ウルク第1王朝期第3代の王として1200年間統治した（シュメール王名表より）。息子ギルガメシュは第5代の王であり、ルガルバンダから王位継承したのはウルクの都市女神イシュタル/イナンナの配偶神ドゥムジ。いわゆる「大洪水」後の政治的権威は「天から王権が降りたキシュ」にあり、ルガルバンダ在位時代のウルクはまだ劣勢だったが、ギルガメシュがキシュの王アッガに戦勝したことで、ウルクの政権が優勢になったとされている。
元は人間の王であったが後に神格化され、伝承が伝わる頃には既に神として扱われていた。初期王朝時代の神々のリストにも、その名が明記されている。

### 親族
神話によればルガルバンダはギルガメシュの父であるが、シュメール王名表では異なりギルガメシュの父親は風魔（リル）となっている。ギルガメシュは実在が確実視されている王であるため、そのギルガメシュと関係の深いルガルバンダについても実在の可能性を巡って様々な説がある。
後述の『ルガルバンダ叙事詩』では、太陽神ウトゥ/シャマシュの息子として描かれているエンメルカルを父に持つため、普通に考えればルガルバンダはシャマシュの孫ということになるが、作中では特に明記されていない。
ウル第三王朝時代の王は全員がニップル市でルガルバンダのために供物を捧げ、自分たちがルガルバンダとニンスンの息子であることを謳ったとされる王讃歌の碑文が発見されている。後代の王たちが「聖なる両親」として彼らを敬うことは、ギルガメシュの兄弟であることを自称し徳を得るためでもあった。また、他の多くのシュメール都市国家でも同様に、ルガルバンダが尊崇されている。

## ルガルバンダ叙事詩
『ギルガメシュ叙事詩』ではギルガメシュの父兼守護神として登場するが、ルガルバンダ自身が主人公として描かれている伝承は『ルガルバンダ叙事詩』のみであり、これは最古のシュメール文学のひとつとして名高い。『ルガルバンダとアンズー鳥』や、『ルガルバンダとフルルム山の洞窟』など幾つかの説話から成り立ち、ルガルバンダが王位に就くまでの過程の一部が記録されている。

### 第1部
ルガルバンダ王子はエンメルカルの8人の息子の1人（末子）として登場し、ウルク軍と共に遠征に出てからの数日間を描く。

#### 序章
父であるウルクの創設者・クラバのエン（大王）エンメルカルがウルクの主だった頃、都市女神イナンナを篤く崇拝し国は栄光に輝いていた。あるとき、エンメルカルはメソポタミア南部の山岳地帯にある都市「アラッタ」の征服に赴く決意を固める。エンメルカルとその息子たち7人を先頭にして率いる軍に、ルガルバンダも8番目の息子として同行したが、末っ子ということや兄たちと年が離れているということもあって大人しく付いていくだけった。
補足：アラッタではウルクにはない瑠璃などの宝玉、貴金属に恵まれ、それらを細工する技術と職人も持ち、それらの製品交易によって経済力も確かなものだったと思われる。エンメルカルはしばしばアラッタの君主と対決してきたが、今回の遠征目的はそんなアラッタの貴金属とその加工技術、そして貿易路の確保と導入によってウルクの発展に貢献することであった。

#### 病気になったルガルバンダ
ようやく山に入り進軍行程も半ばかと思われたとき、ルガルバンダは突然の病に倒れ動けなくなってしまう。病気を治せる者は誰一人としておらず、遠征先が深く険しい山岳地帯なだけにウルクへ引き返すこともできない。寒さに震えるルガルバンダを一行は洞窟に運び、寝床を整え様々な飲食物を傍に置き休ませることにした。だがルガルバンダの息が止まってしまったようなので、兄たちは遠征同行の使命のため、「もし朝になって息を吹き返したら、ここに置いたものを食べてウルクに帰るかもしれない。もし亡くなって魂が次の世に運ばれたら、そのときはその遺体を抱いて共にウルクに帰ろう」と話してやむなく洞窟を後にした。

#### 神々への病気快復祈願
1人取り残されたルガルバンダは、病に苦しみつつ丸2日耐え、3日目が経とうとしたとき、たった1人ほら穴で死ぬことに心細くなり沈みゆく太陽（＝太陽神シャマシュ）に病気回復の祈りを捧げた。シャマシュはルガルバンダの涙を受け止め、日没の最後の光で洞窟内を照らし、聖なる励ましを送った。次に宵の明星が上り、ウルクの守護神で明星神でもあるイナンナに祈祷を捧げ、夜には月が登り洞窟が照らされたので月神シンに最後の祈りを捧げた。そうして次第に夜が明けて行く。

#### 洞窟からの旅立ち
朝。神々の加護を受けたルガルバンダから、病魔はすっかり消え去っていた。日の光を浴びた周囲の草花は生き生きとして、新しく気持ちの良い朝を迎えたルガルバンダはシャマシュを讃え、草を食べ水を飲むと、力強い馬のように力がみなぎった。そうして洞窟を出て野山を駆け巡るも、周囲に人の姿は見当たらない。ルガルバンダは生まれて初めて1人で火を起こし、パンを焼いて食べたりしながら夜を迎え、再び歩き出した。

### 第2部
後半は伝説の怪鳥ズーを巡って物語が展開し、イナンナの言葉など神話的な内容の会話も見られる。

#### アンズー鳥との出会い
軍を追っている途中、山中の奥に塔のように大きな巨木が立ち、そこに伝説の鳥アンズー（イムドゥグド）が巣を構えているのを発見した。それを見たルガルバンダは、「あの大きな鳥なら、天翔けるアンズー鳥を喜ばすことができたなら、アラッタまでの道筋か、ウルクへの帰り道を教えてくれるかもしれない」と思い立ち、親鳥が狩りのために巣から飛び立ったのを見計らい、雛だけが残ったタイミングで巣に近づいた。雛の前にたくさんの御馳走を広げて食べさせてやったり、目元に墨の化粧を施したりしてからそっと巣を離れた。

#### アンズー鳥からの贈り物
親鳥が狩りから帰ると、そこには神々の住まいであるかの如く彩られた巣と雛の姿があり、すっかり仰天して機嫌を良くした。親鳥は「もし神々のしてくれた行いであるならば礼を言いたい。もし人間の行いであるならばその運命を定めてやろう」と言うので、ルガルバンダは恐れ多くも歓喜して名乗りを上げた。その身をアンズー鳥の前にさらすと、アンズー鳥を讃える歌を謳った。アンズー鳥は更に機嫌を良くし、ルガルバンダに魅力的な贈り物の数々を捧げると言うが、ルガルバンダはそれらを全て「要りません」と断るので、何が欲しいのか尋ねると、ルガルバンダは「脚力と腕力が欲しい」と言った。「この足でウルクへ戻ることができたなら、都の者たちにあなたの像を造らせ、国中にあなたの名声を轟かせることをお約束いたしましょう」。アンズー鳥は大いに納得し、彼の望む筋力を授けた。

#### 兄たちとの邂逅
アンズー鳥は空高く舞うと、エンメルカル率いる軍をその目に捕えた。アンズー鳥の「お前に言っておくことがある。今回のことは決して誰にも話すでない。幸運の裏には、いつでも嫉妬が潜んでいる」との忠告を心して聞いたルガルバンダは、先ほど授かった超人的な腕力と脚力を使ってアンズー鳥の案内に従って走り、無事軍に合流することができた。
突如として現れた小さな王子の姿に、兄たちは一斉に詰め寄り驚くやら狂喜するやらで大騒ぎになる。どうやってここまで来られたのか、など質問攻めにあうので、ルガルバンダはアンズー鳥との約束を守るため慎重に言葉を選びつつ、且つ曖昧に答えていった。
そんな喜びも束の間、翌日には行軍も再び進み出し、アラッタ目前に迫る。ところがアラッタの見張り塔に気付かれてしまい、雨の如く槍や弓、投石の攻撃が降り注いだ。エンメルカル側の軍は防戦一方となり、宿営地を張って様子を見るも、攻防は1日が1週間に、1週間が1月に、果てには1年が巡ってしまった。

#### エンメルカルの苦悩
アラッタの抵抗に難儀するウルク軍のため、戦の神でもあるイナンナから策を授かろうと、エンメルカルは「ウルクへ行って女神に伝言してくれる者はおらんか」と聞き回ったが、誰も進み出なかった。エンメルカルが両拳を握り苦悩していると、隊列の中からただ1人、王の懇情に応じると名乗りを上げた者が居た。かの小さな王子、ルガルバンダである。彼は単身で行かせてくれと言い、小さな頭を王の前に垂れると、イナンナへの伝言と軍旗を受け取った。兄たちは心配し、「何故そう、1人！1人！と言うのだ。まだ子どものお前を行かせる訳にはいかない」、「この山々は大変危険なのだから、生きて帰ることなどできやしない。そうなれば、我らと再び食卓を囲むこともできなくなるのだぞ」などと言って一斉に引き留めるが、王子は「時間がもったいないので、もう行きます」と淡々としているので、兄たちや従者らの心は落ち込んでしまった。

#### イナンナからの伝言
軍が見えなくなると、ルガルバンダは風のように駆け抜けあっという間に7つの山を越えた。夜になる前にウルクのクラバへ到着し、クッションへもたれかかるイナンナの前に深々と頭を下げる。イナンナは優しく声を掛けた。「何故たった1人でやってきたのですか。アラッタから何か知らせでも？」。ルガルバンダは、「王からの伝言があります」と言ってその内容を告げる。以下、要約文（話しているのはルガルバンダなので、主語がエンメルカルの一人称「私」からルガルバンダの略称「王」へと変換されている）。
「王は、ずっと昔にイナンナ様から王権を授かって以降、沼地にすぎなかったウルクの水はけを良くし、都を築き、正義と平和によって国と人々を治めて参りました。けれど、今になって何故、アラッタとの戦争において、王を見捨てたのでしょうか。王をアラッタに置き去りにし、戦の女神である貴女が、1人ウルクへ戻ったのでしょうか。王が言うには、自分がもう不要になったということだとしても、軍隊だけは無事ウルクへ帰りつかせてくださいとのことです。さすれば王は槍を下ろし、帰還した暁には女神によって王の盾が打ち砕かれましょう」。
これを聞いたイナンナは、謎めいた言葉を述べ始めた。「向こうの浅瀬に、神の池がある。そこには小さな魚（スフルマシュ）が一匹、水草を食べ、それより大きな魚（キントゥル）が一匹、ドングリを食べ、一番大きな魚（ギシュシェシュ）が一匹、跳ねまわっている。そして池の水際に生命の木タマリスクがあり、更にそのほとりに一本だけ孤立したタマリスクがある。王がアラッタに勝つためには、その池を見つけ、離れて立つタマリスクを切り倒して器を作り、一番大きな魚を入れて神々に捧げなければならない。そうすればウルクの力が勝り、アラッタの力が衰える。ただ一つ、王が心に留めなければならないことは、アラッタを討ち滅ぼしてはならない、ということ。もし王が、アラッタの彫刻品や、それらを作った芸術家や職人を護り、更に、戦いで傷んだアラッタを復興させるならば、そのとき初めて、エンメルカルは大王として勝利と祝福を得られるでしょう」。
イナンナの話した通りに事は運んだ（物語の終わり）。
補足：ルガルバンダは強靭な脚力で再び山を目指して軍に戻り、イナンナからの助言を無事エンメルカルに伝えたとされている。イナンナの言うことはつまり、「征服ではなく平和解決を結びなさい」ということだった。もとよりエンメルカル自身も、アラッタの貴金属や加工技術が欲しかっただけで、それはアラッタを滅ぼすこととイコールではない。故にイナンナの言葉を理解できたエンメルカルは兵を下ろし、和平交渉を成立させると、疲弊したアラッタを修復する見返りとして目的通りアラッタとの交易を獲得したものと思われる。

### 文学性
主人公ルガルバンダは聡明な王子で、物語は波乱万丈な流れを見せず、順調に展開していく。アンズー鳥からの魅力的な提供物にひたすら「いいえ」を繰り返し、最後には最も欲しいものを手にすることができたことや、古代メソポタミアで一般的だった「長子相続」を翻させ、末っ子でありながらエンメルカルに続き王位継承したことなど、ルガルバンダの活躍と得た報酬が大きかったことが大胆に描かれ、「幸運の裏には嫉みが潜んでいる」というアンズー鳥からの言伝に見られるような人生訓も残している。
また、エンメルカルがルガルバンダからイナンナに伝えさせた伝言の冒頭部分「沼地にすぎなかったウルクに都を築いた」から、エンメルカルがウルクを建設したという背景が本人の口から直接語られているため歴史的資料としても興味深い。ただし、物語そのものに史実の反映が認められているという訳ではなく、エンメルカルを描いた作品でもあるという観点から、都市と都市の対立を主題にしつつイナンナの関与が認められる点においても『ギルガメシュとアッガ』に共通する論争詩を模した文学であるとされている。
シュメール文学は読むだけでは明かされない、或いは解けない謎たるものが多い。『ルガルバンダ叙事詩』でも同様に、ルガルバンダが何歳の頃の話であったのか、実際にイナンナが告げていたことの意味は何だったのか、エンメルカルは実の父親なのか、など物語には奥深さと詩の豊かさが秘められている。

## イナンナからの王権授与
ギルガメシュは王権をシュメールの最高神エンリルから授与されたが、エンメルカル、及びルガルバンダはイナンナから授かっている。イナンナとエンリルは共に王権の守護神でもあり、王権授与は時代によってイナンナとエンリルの2人が交代して行ってきた。安定した統治を願う時代にはエンリル、武力による領土拡大など国の拡張を優先する場合にはイナンナが授与する。エンメルカルがウルク発展のために度々争いを行ってきたように、神々に代わり王が国を動かすことによって人間社会に影響を及ぼすのが古代メソポタミアの政治体制であった。